# Fontaine-le-Sec
Fontaine-le-Sec là một xã ở tỉnh Somme, vùng Hauts-de-France, Pháp.

## Địa lý
Thị trấn toạ lạc gần đường D29, khoảng 13 dặm Anh về phía nam của Abbeville.

## Dân số

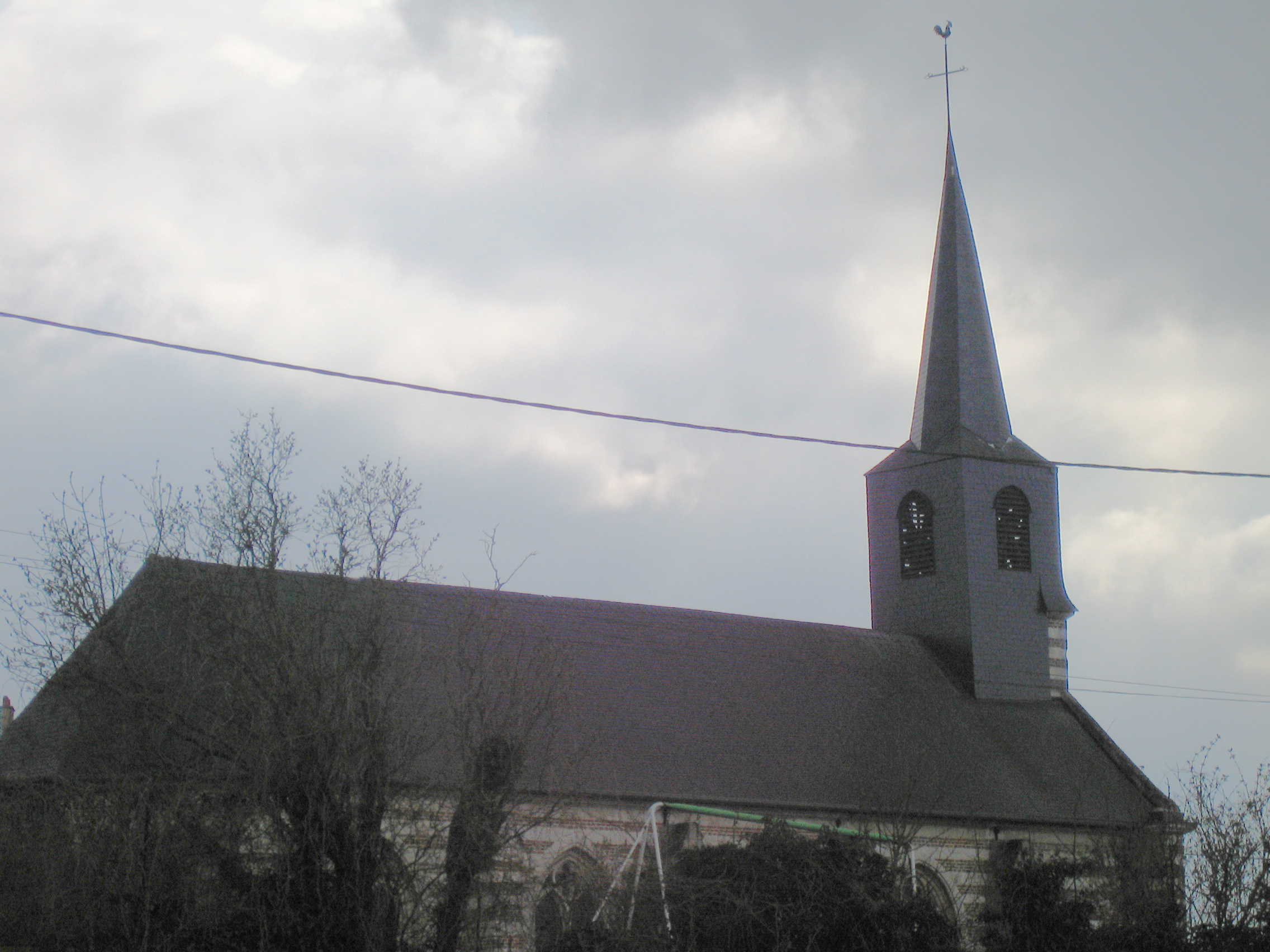
Nhà thờ tại Fontaine-le-Sec

| 1962                                                           | 1968 | 1975 | 1982 | 1990 | 1999 |
| -------------------------------------------------------------- | ---- | ---- | ---- | ---- | ---- |
| 182                                                            | 191  | 180  | 171  | 149  | 151  |
| Số liệu điều tra dân số từ năm 1962, dân số không tính hai lần |      |      |      |      |      |

==Công trình nổi bật